# Heino von Goldacker
Heino von Goldacker (6. červenec, 1906 – 20. prosinec, 2000) byl důstojník Waffen-SS v hodnosti SS-Sturmbannführer (Major). Od července, roku 1943 až do počátku března roku 1945 sloužil jako proviantní důstojník u Tankové divize SS „Das Reich“ za což byl vyznamenán německým křížem ve stříbře. Následně byl převelen ke III. tankovému sboru SS, kde sloužil pod velením SS-Obergruppenführera Felixe Steinera až do konce války.

## Shrnutí vojenské kariéry
Data povýšení
- SS-Obersturmführer
- SS-Hauptsturmführer
- SS-Sturmbannführer – 20. duben, 1944

Významná vyznamenání
- Německý kříž ve stříbře – 9. září, 1944
- Válečný záslužný kříž I. třídy
- Válečný záslužný kříž II. třídy